# 이은찬
이은찬 (문숙공, 李殷瓚, 1878년 ~ 1909년)은 13도 창의군을 조직하고 한성진공작전을 기획한 대한제국의 의병장이며 독립유공자이다. 정종의 10남 덕천군의 후손이고, 대사헌 이탁의 8대손이며 이석하의 아들이고, 동생은 이은호이다. 자는 여해(汝海)이며, 본관은 전주. 일명 이은찬·이언찬·이헌찬이라고도 한다.

## 생애
강원도 원주군 부흥사면(현 원주시 판부면)에서 태어났다. 성리학을 공부하던 유생으로, 1895년 명성황후가 시해되자 경상북도 문경에서 의병을 일으켰으나 관군의 공격으로 뜻을 이루지 못하고 해산했다가 1905년 을사조약이 체결되자 다시 홍천에서 의병을 일으켰으며, 1907년 8월 군대 해산 이후 본격적인 의병 활동을 이끌었다.

## 의병활동
나이 29세 때인 광무9년(1905)에 일본이 강압으로 을사조약이 체결되자, 경상북도 지방에서 가장 먼저 의병을 일으켰다. 융희1년(1907) 대한제국 군대 해산 이후 해산 군인들은 의병으로 합세하여 오고, 특무정교 민긍호가 300여 명을 이끌고 합류하여 군세가 2000여 명으로 늘어났으며, 직업군인이 의병부대에로 합류한 것은 당시 의병부대로 하여금 전투성, 조직성, 기동성, 지속성의 실질적인 증가와 일본군에 대한 타격력 증강을 가져오게 하였다. 1907년 9월 강원도 원주 일대에서 이구채와 더불어 활약하며 문경의 이인영을 찾아갔다. 당시 을미의병출신으로 이인영은 문경에서 은거 생활을 하고 있었는데, 을미사변 후 유인석·이강년과 더불어 의병을 일으켰지만 큰 성과를 거두지 못한 까닭이었다. 이들은 이인영 앞에 나아가 휘하에 들어간 후 그에게 총대장이 되어 줄 것을 4일간이나 머물면서 간청하였다. "천붕지부의 오늘의 활을 당하여 국가의 일이 급하고 부자(父子)의 은혜가 경한데 어찌 사사로운 일로 공사를 뒤에 하리오" 하는 이은찬의 권유에 이인영이 동의하고 드디어 이들과 함께 원주로 출진하였다. 또한 사방으로 격문을 보내 의병을 모집하였는데, 응모자의 수는 날로 늘어갔다.
이후 이은찬은 원주를 떠나 횡성·지평(현재 양평군 지평면)·춘천 등지를 돌며 의병을 모으는 데 진력하였으며, 평안도와 함경도를 제외한 전국 각지에 격문을 띄워 11월에 경기도 양평(현재 양평군 지평리)로 집결할 것을 촉구하였다. 드디어 의병들이 양주에 집결하자 13도 창의군을 조직하여 이인영을 원수부13도총대장으로 추대하고 이은찬 자신은 이인영의 중군대장이 되어, 군무를 총괄하였고, 이구재는 총독장이 되었다.

### 한성탈환 실패 후
한성탈환작전 실패 후에 이은찬은 휘하의 남은 병력을 거느리고 양주로 퇴진하여 2년 동안 머물면서 경기도와 황해도 각지에서 일본 수비대와 싸웠다. 대표적인 전투는 계평리 싸움, 연평도 기습, 석우리 전투였다.
1908년 12월 이은찬은 양근·포천 쪽으로 이동하여 임진강 유역에서 허위와 손을 잡고 임진강 의병 연합 부대를 편성하여 허위를 총대장으로 추대하고 크게 위세를 떨쳤다. 또한 농민 출신 의병장 김수민 의병 부대와도 협력하여 활동을 전개하였다. 1908년 말 허위와 김수민이 순국한 후 의병 부대는 적게는 수십 명, 많게는 200 명 내외의 규모로 나뉘어 양주·포천·영평·연천·삭녕·금천·배천·연안 등지에서 전과를 거두었다.
1909년 1월 초 일제의 압력이 심해지자 이은찬 의병 부대는 연안·청단역 사이로 빠져 남쪽의 연안 도서 지방으로 이동하였다. 1월 19일 밤 두 척의 배에 나누어 탄 의병들은 연평도 일본군 파견대를 기습 공격하고 증산도로 후퇴하였다. 이때 이근수 등 46명이 순국하였다.
1909년 2월 27일 공(公)은 양주군 북방 석우리에서 윤인순·정용대 등 약 300명의 부하를 이끌고 일본군과 격전을 벌였다. 이후 이은찬은 3월 의병 부대를 해산했으며, 대신 만주 북간도로 들어가 군사를 양성하여 보다 적극적인 항전을 벌일 계획을 세웠다. 이때 밀고를 받은 서울의 밀정 박노천, 신좌균은 모사를 꾸미고, 이은찬의 동지였던 조수연을 사주하여 군자금을 제공한다는 빌미로 이은찬을 서울로 유인하게 하였다.

## 최후
1909년 3월 31일 이은찬은 모사에 빠져 한성 용산역에 나갔다가 잠복하고 있던 일본 경찰에 체포되었다. 동년 5월 10일 경성지방법원에서 교수형을 선고 받고 같은 해 6월 16일 사형이 집행되어 순국하였다. 향년 33세였다.

## 사후
- 유해는 심복 부하인 박찬문이 거두어 강원도 원주시 봉산동 현 천주교 공동묘지에 안장하였으며, 국립묘지 국립서울현충원 순국선열로서 애국지사 묘역에도 묘소가 마련되어 있다.
- 대한민국 정부는 그의 공헌을 기리기 위해 1962년 3월 1일 건국공로훈장 대통령장을 추서하였다.
- 1968년 10월 27일 강원도 원주시 학성2동에 의병장이은찬공추모비가 건립되었다.

## 가계
- 아버지: 이석하
  - 부인 밀양 박씨 치교의 딸.
    - 아들 이한주

  - 동생 이은호

## 참조
- 이은찬 : 독립유공자 공훈록 - 국가보훈처
- 1999년 6월 이달의 독립운동가 - 이은찬

## 참고 문헌
- 매천야록
- 대한민국독립유공인물록 (국가보훈처, 1997)
- 의병들의 항쟁 (조동걸, 민족문화협회, 1980)
- 의병전 (윤병석, 한국근대사료론, 일주각, 1979)
- 항일의병장열전 (김의환, 정음사, 1975)
- 독립운동사자료집 별집1 (독립운동사편찬위원회, 1974)
- 기려수필(송상도, 탐구당, 1974)
- 독립운동사자료집3 (독립운동사편찬위원회, 1971)
- 독립운동사1 (독립운동사편찬위원회, 1970)
- 한국독립운동지혈사 (박은식, 유신사, 1920)

## 같이 보기
- 13도 창의군
- 대한민국 독립유공자 명단
- 독립유공자로 대통령장을 수여받은 사람